# 特纳陨石坑
特纳陨石坑（Turner）是位于月球正面赤道附近的一座小撞击坑，其名称取自英国天文学家暨地震学家赫伯特·霍尔·特纳（1861年－1930年），1935年被国际天文学联合会批准接受。

## 描述

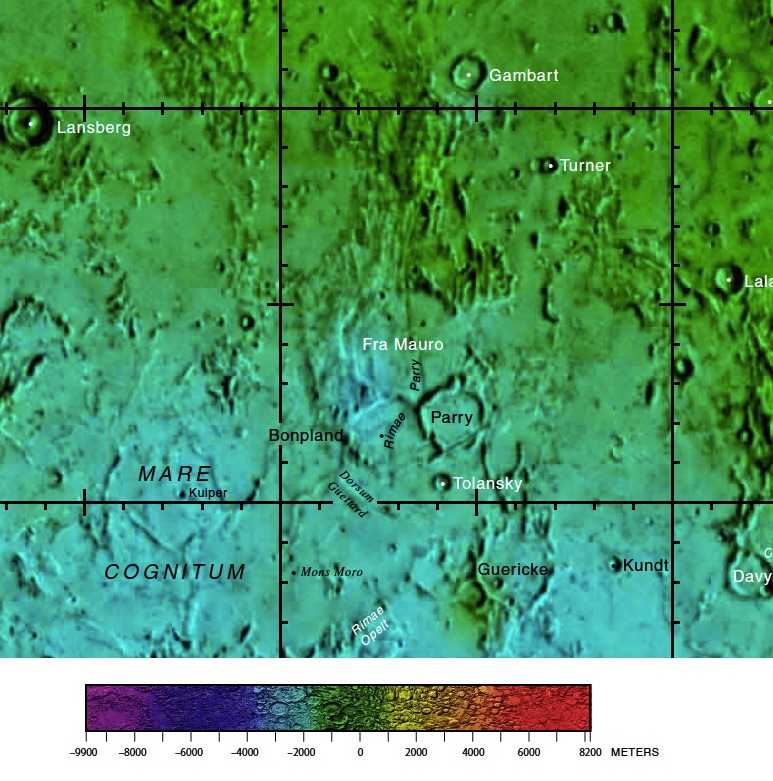
特纳陨石坑的周边，月球正面区域图。

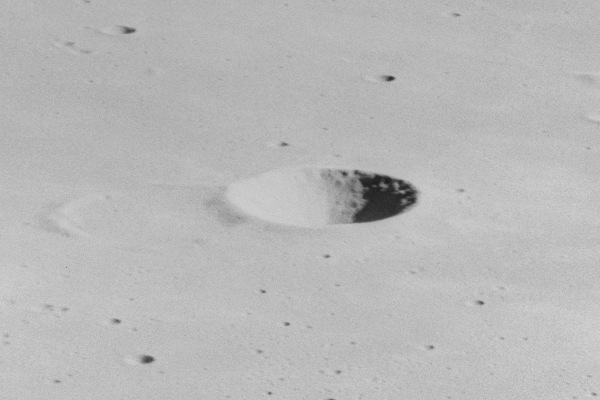
阿波罗16号拍摄的斜视图

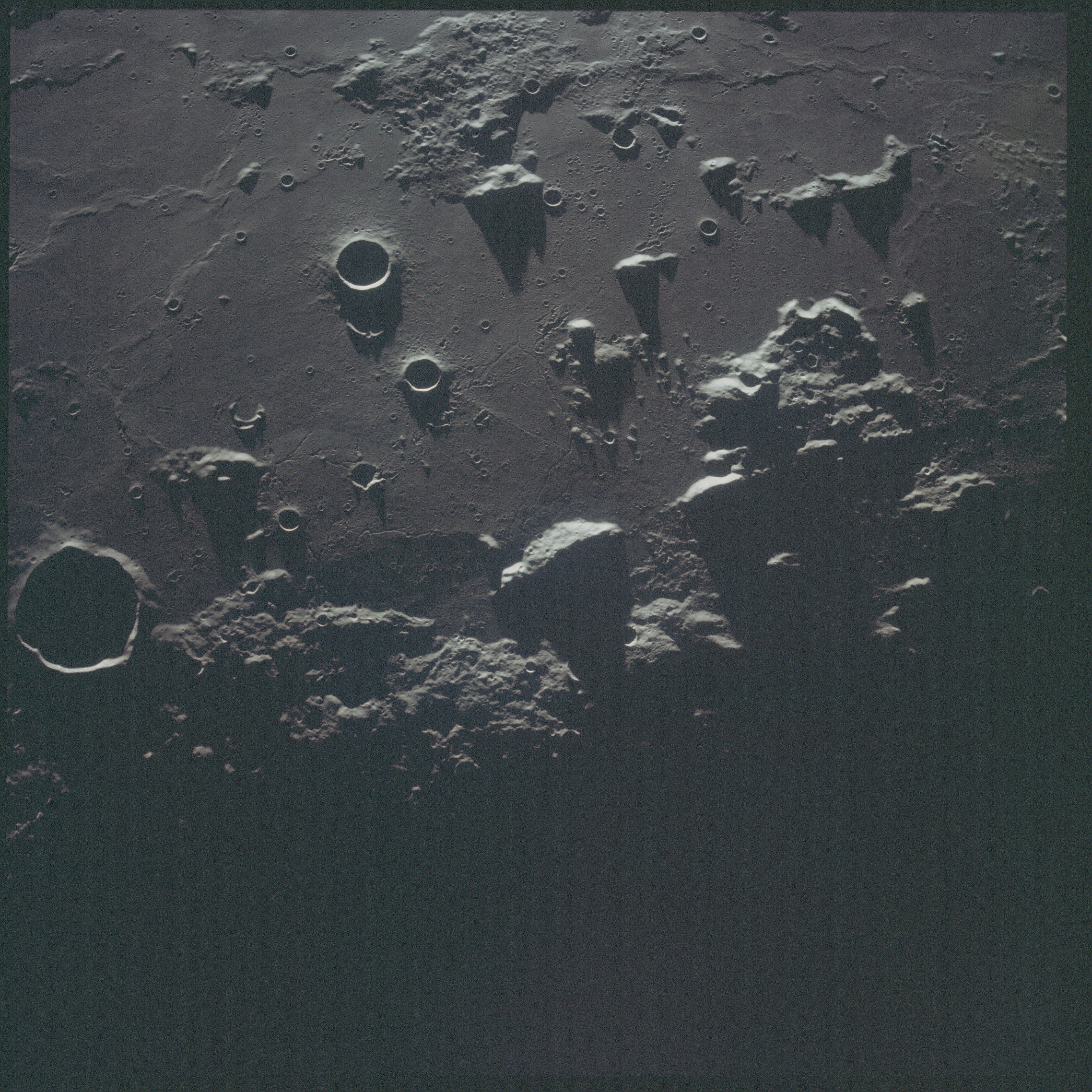
阿波罗12号拍摄的位于晨昏圈附近的特纳陨石坑(中左)和冈巴尔陨石坑(左)，阿波罗14号登月点位于右边的阴影区中(无标注)。

该陨坑西北靠近冈巴尔陨石坑、东北偏东毗邻索莫林环形山，拉朗德陨石坑和弗拉·毛罗环形山分别位于它的东南和西南，特纳陨石坑西北偏西坐落了岛海、西北绵延着喀尔巴仟山脉、暑湾位于它的北面，而沿它的东、南和西南面则分别分布了中央湾、云海和知海。该陨坑中心月面坐标为1°24′S 13°14′W / 1.4°S 13.24°W，直径11.22公里，深度约1.84公里。
特纳陨石坑外观呈倒圆锥状，几乎未受到撞击侵蚀，坑壁边缘尖峭、完整，内侧壁平整倾斜至坑底，且具有较高的反照率，陨坑坑壁最大高出周边地形420米，内部容积约56.5立方千米。特纳陨石坑西侧连接了一座大小类似的幽灵坑，其西南段断裂消失，坑内已被熔岩淹没。
特纳陨石坑已被月球及行星观测者协会（ALPO）列入《内侧壁坡带有暗黑辐射纹的撞击坑列表》；也是被曾被记录到在日食期间表面温度发生异常的陨石坑之一，究其原因是这些陨坑的地质龄不长，表面尚未形成能产生隔热作用的表岩屑覆盖层所致。

## 卫星陨石坑
按惯例，通过在最靠近特纳陨石坑的卫星陨坑中心点旁放置字母，以在月图上标示它们。
| 特纳 | 纬度   | 经度    | 直径   |
| ---- | ------ | ------- | ------ |
| A    | 1.1° S | 14.7° W | 6 公里 |
| B    | 0.9° S | 10.6° W | 5 公里 |
| C    | 2.4° S | 12.3° W | 5 公里 |
| F    | 1.6° S | 14.1° W | 7 公里 |
| H    | 2.8° S | 13.0° W | 4 公里 |
| K    | 3.8° S | 13.4° W | 4 公里 |
| L    | 3.4° S | 12.5° W | 5 公里 |
| M    | 4.2° S | 11.8° W | 4 公里 |
| N    | 2.9° S | 12.0° W | 4 公里 |
| Q    | 1.0° S | 12.4° W | 3 公里 |

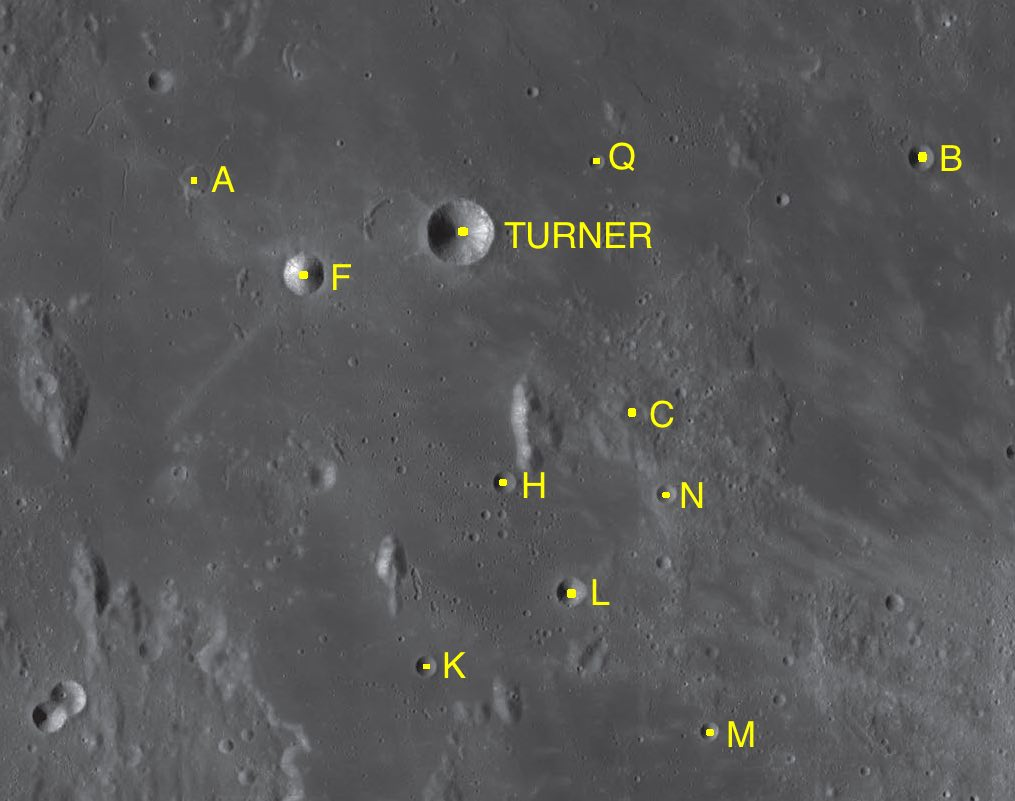
LAC-76 区域图.

- 卫星坑特纳 F在日食期间曾被记录到其表面温度发生异常。

## 另请参阅
- Andersson, L. E.; Whitaker, E. A. . NASA RP-1097. 1982.
- Blue, Jennifer. . USGS. July 25, 2007  [2007-08-05]. （原始内容存档于2018-12-25）.
- Bussey, B.; Spudis, P. . New York: Cambridge University Press. 2004. ISBN 978-0-521-81528-4.
- Cocks, Elijah E.; Cocks, Josiah C. . Tudor Publishers. 1995. ISBN 978-0-936389-27-1.
- McDowell, Jonathan. . Jonathan's Space Report. July 15, 2007  [2007-10-24]. （原始内容存档于2018-12-25）.
- Menzel, D. H.; Minnaert, M.; Levin, B.; Dollfus, A.; Bell, B. . Space Science Reviews. 1971, 12 (2): 136–186. Bibcode:1971SSRv...12..136M. doi:10.1007/BF00171763.
- Moore, Patrick. . Sterling Publishing Co. 2001. ISBN 978-0-304-35469-6.
- Price, Fred W. . Cambridge University Press. 1988. ISBN 978-0-521-33500-3.
- Rükl, Antonín. . Kalmbach Books. 1990. ISBN 978-0-913135-17-4.
- Webb, Rev. T. W.  6th revised. Dover. 1962. ISBN 978-0-486-20917-3.
- Whitaker, Ewen A. . Cambridge University Press. 1999. ISBN 978-0-521-62248-6.
- Wlasuk, Peter T. . Springer. 2000. ISBN 978-1-85233-193-1.